# ورم لنفاوی
ورم لنفاوی، یا لنف ادم، یا ادم لنفاوی (به انگلیسی: Lymphedema) یک بیماری موضعی است که تورم ناشی از آن ممکن است دستگاه لنفاوی را به خطر بیندازد. سیستم لنفاوی به عنوان بخشی مهمی از دستگاه ایمنی بدن عمل می‌کند و مایعات برون‌سلولی به را جریان خون برمی‌گرداند. لنف ادم غالباً از عوارض درمان سرطان یا بیماری انگلی ناشی می‌شود، اما در تعدادی از اختلالات ژنتیکی نیز مشاهده می‌شود. اگرچه درمان ناپذیر و پیشرونده است، اما با تعدادی از روش‌های درمانی می‌توان علائم را بهبود بخشید. در این حالت بافت‌های لنفاوی در خطر عفونت هستند زیرا سیستم لنفاوی به خطر افتاده‌است.
تاکنون هیچ درمان مشخص و کاملی یافت نشده‌است، درمان‌های کنونی تنها علائم را بهبود می‌بخشد. این درمان معمولاً شامل درمان با روش فشرده سازی، مراقبت از پوست، ورزش و تخلیه دستی لنفاوی (MLD) است که در مجموع به عنوان درمان ترکیبی احتقان شناخته می‌شود. بر خلاف عقاید قدیمی و رایج داروهای ادرارآور مفید نیستند. شایان ذکر است جراحی آخرین راهکار بوده و به شرطی پذیرفته‌است که با سایر اقدامات بهبودی حاصل نگردد. پس از جراحی استفاده از لباس های فشاری لنف ادم موبیدرم باعث جریان مایع لنفاوی و کاهش ورم دست و پا می شوند. محصولات ادم لنفاوی به گونه ای طراحی شده اند که از انتهای اندام به سمت تنه فشرده سازی تدریجی ایجاد می کند.

## علائم و نشانه‌ها

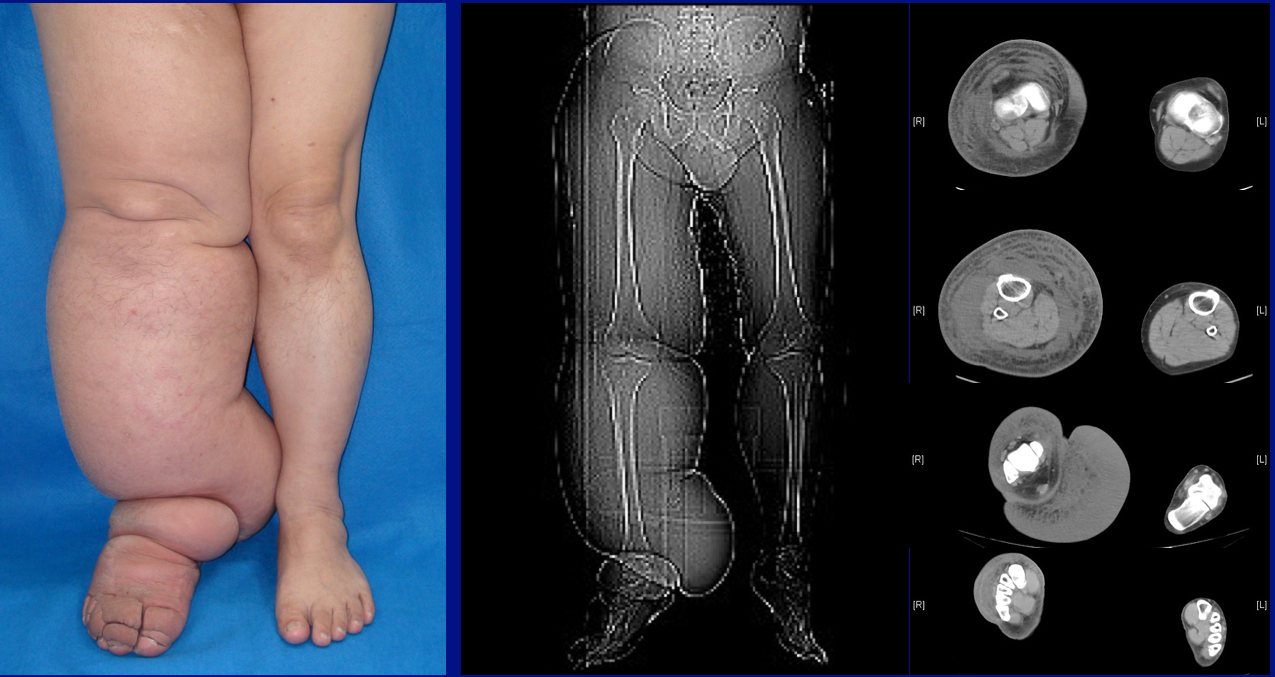
ورم لنفاوی در سی‌تی اسکن

متداول‌ترین شکل لنف ادم، تورم بافت نرم، یا همان ورم است. با پیشرفت آن، و وخیم‌تر شدن ادم و تغییرات پوستی از جمله تغییر رنگ، هیپرپلازی وروکوز (مانند زگیل)، هایپرکراتوز، پاپیلوماتوز، ضخیم شدن پوست و زخم‌ها دیده خواهد شد. علاوه بر این، خطر ابتلای پوست نیز افزایش می‌یابد، که به آن سلولیت می‌گویند.

### عوارض
وقتی اختلال لنفاوی آنقدر زیاد شود که مایع لنفاوی از توانایی سیستم لنفاوی برای انتقال آن بیشتر شود، مقدار غیرطبیعی مایع غنی از پروتئین در بافت‌ها جمع می‌شود. این مایع راکد و غنی از پروتئین اگر خارج نشود، باعث افزایش اندازه و تعداد کانال‌ها خواهد شد و میزان اکسیژن را کاهش پیدا می‌کند. این امر در بهبود زخم تداخل کرده و یک محیط کشت غنی برای رشد باکتری فراهم می‌آورد که می‌تواند منجر به عفونت، سلولیت، لنفانژیت، لنفادنیت و در موارد شدید، زخم‌های پوستی شود. برای بیماران لنفاوی بسیار مهم است که از علائم عفونت آگاه بوده و به دنبال درمان فوری باشند، چرا که عفونت‌های مکرر یا سلولیت علاوه بر خطر ذاتی، باعث آسیب بیشتر به سیستم لنفاوی و ایجاد یک حلقه معیوب می‌شود.
در موارد نادر، لنف ادم می‌تواند منجر به نوعی سرطان به نام لنفانژیوسارکوم شود، اگرچه مکانیسم سرطان‌زایی قابل درک نیست. لنفانژیوسارکوم مرتبط با لنف ادم سندرم استوارت-تروس نام دارد. لنفانژیوسارکوم غالباً در موارد لنف ادم طولانی مدت اتفاق می‌افتد. میزان بروز آنژیوسارکوم در بیمارانی که ۵ سال پس از ماستکتومی رادیکال زندگی می‌کنند، ۰٫۴۵٪ تخمین زده شده‌است. لنف ادم همچنین با فرم سرطان درجه کم به نام همانژیوآنندوتلیومای اصلاح شده (آنژیوسارکوم درجه کم) همراه است.
ورم لنفاوی ممکن است تغییر شکل دهد، و ممکن است منجر به ظاهر بد بدن شود، همچنین می‌تواند منجر به پریشانی روانی شود. همچنین عوارض ورم لنفاوی می‌تواند در فعالیت‌های روزمره زندگی مشکل ایجاد کند.

## علل
ورم لنفاوی ممکن است ارثی (اولیه) باشد یا در اثر صدمه به عروق لنفاوی ایجاد شود (ثانویه).

### آسیب غدد لنفاوی
این بیماری بیشتر پس از برش غدد لنفاوی، جراحی و/یا پرتودرمانی دیده می‌شود، که معمولاً در طول درمان سرطان آسیب به سیستم لنفاوی ایجاد می‌شود، مهمترین آن سرطان پستان است. در بسیاری از بیماران مبتلا به سرطان، این حالت تا ماه‌ها یا حتی سال‌ها پس از پایان درمان ایجاد نمی‌شود. لنف ادم همچنین ممکن است با تصادفات یا بیماریهای خاص بروز نموده و مانع عملکرد صحیح سیستم لنفاوی شود. در مناطق گرمسیری جهان، علت شایع لنف ادم ثانویه، فیلاریازیس، که یک عفونت انگلی است می‌باشد. همچنین می‌تواند در اثر آسیب به سیستم لنفاوی ناشی از عفونت‌هایی مانند سلولیت باشد.
لنف ادم، (اولیه) ممکن است مادرزادی باشد یا به صورت پراکنده ایجاد شود. سندرم‌های متعددی با لنف ادم اولیه همراه هستند، از جمله سندرم ترنر، بیماری میلروی و سندرم کلیپل-ترناونا-وبر. به‌طور کلی تصور می‌شود که در نتیجه فقدان یا ناهنجاری غدد لنفاوی و/یا کانال‌های لنفاوی رخ می‌دهد. ورم لنفاوی ممکن است در بدو تولد وجود داشته باشد، یا در ابتدای بلوغ ایجاد شود (praecox) یا برای سالهای زیادی تا بزرگسالی مشخص نباشد (tarda). در مردان، لنف ادم اولیه اندام تحتانی شایع‌ترین است که در یک یا هر دو پا مشاهده می‌شود. برخی از موارد لنف ادم ممکن است با سایر ناهنجاری‌های عروقی همراه باشد.
ورم لنفاوی ثانویه، هر دو جنسیت مردان و زنان را درگیر می‌کند. در زنان، بعد از جراحی سرطان پستان، به ویژه پس از جراحی گره‌های لنفای زیربغلی در بازو و در پهلوی بدن ایجاد می‌شود، در کل شیوع آن در اندام فوقانی بیشتر است. ورم لنفاوی سینه و تنه نیز می‌تواند رخ دهد اما به دلیل وجود تورم پس از جراحی در ناحیه جراحی شده، قابل تشخیص نیست و علائم آن (پرتقالی شدن بافت یا تو رفتگی نوک پستان) را می‌توان با نکروز چربی پس از جراحی اشتباه گرفت. در کشورهای غربی، لنف ادم ثانویه بیشتر به دلیل درمان سرطان است. بین ۳۸ تا ۸۹٪ بیماران مبتلا به سرطان پستان به دلیل جراحی غدد لنفاوی زیر بغل یا پرتودرمانی، از ورم لنفاوی رنج می‌برند. ورم لنفاوی در یک سمت پس از سرطان زنان در ۴۱٪ بیماران مشاهده می‌شود. برای مردان، بسته به اینکه مرحله ای یا برداشتن کامل غدد لنفاوی علاوه بر رادیوتراپی انجام شده باشد، میزان بروز ۵–۶٪ لنف ادم در بیماران تحت درمان گزارش شده‌است.
ورم لنفاوی سر و گردن می‌تواند ناشی از جراحی یا پرتودرمانی برای سرطان زبان یا گلو باشد. همچنین ممکن است پس از جراحی برای سرطان روده بزرگ، تخمدان یا رحم، که در آن برداشتن غدد لنفاوی یا پرتودرمانی لازم است، در اندام تحتانی یا کشاله ران رخ دهد. جراحی یا درمان سرطان‌های پروستات، روده بزرگ و بیضه ممکن است منجر به ورم لنفاوی ثانویه شود، به ویژه هنگامی که غدد لنفاوی برداشته شده یا آسیب دیده باشد.
شروع ورم لنفاوی ثانویه در بیمارانی که به دلیل سرطان جراحی کرده‌اند نیز با پرواز با هواپیما مرتبط است (احتمالاً به دلیل کاهش فشار کابین یا عدم تحرک نسبی). بنابراین، به همین دلیل به بیماران درمان شده بیماری سرطان، پوشیدن لباس فشرده سازی کننده (کش‌سانی) تجویز می‌شود این گونه پوشاک به فرد کمک می‌کند تا تورم حاصل از سفر هوایی را کاهش دهد.
برخی از موارد ورم لنفاوی اندام تحتانی با استفاده از تاموکسیفن ارتباط دارد، به دلیل لخته شدن خون و ترومبوز سیاهرگی عمقی (DVT) که می‌تواند به دلیل مصرف این دارو باشد. قبل از شروع درمان ورم لنفاوی، به حل کننده لخته‌های خون یا DVT نیاز است.
علل عفونی شامل فیلاریازیس لنفاوی است.

### هنگام تولد
ورم لنفاوی ارثی یک ورم لنفاوی اولیه ناشی از ناهنجاری‌های سیستم لنفاوی است که نوعی اختلال مادرزادی است. تورم ممکن است در یک اندام آسیب دیده، چند اندام، اندام تناسلی یا صورت وجود داشته باشد. گاهی اوقات با اسکن نوکال یا پس از زایمان توسط لنفوسینتیگرافی به صورت قبل از تولد تشخیص داده می‌شود. شایع‌ترین شکل بیماری می‌گه (Meige) است که معمولاً در بلوغ بروز می‌کند. شکل دیگری از ورم لنفاوی ارثی، بیماری Milroy است که در اثر جهش در ژن VEGFR3 ایجاد می‌شود. ورم ارثی لنفاوی غالباً سندرمی است و با سندرم ترنر، سندرم ورم لنفاوی - دیستیسیازیس، سندرم ناخن زرد و سندرم کلیپل – ترناونی – وبر همراه است.
یکی از علل ژنتیکی مشخص برای ورم لنفاوی ارثی، کمبود GATA2 است. این کمبود در نتیجه مجموعه ای از چندین اختلال است که در اثر نقص مشترک آنها ایجاد می‌شود، یعنی جهش‌های غیرفعال خانوادگی یا پراکنده در یکی از دو ژن GATA2 والدین. این جهش‌های اتوزومی غالباً باعث کاهش، یعنی نارسایی ناگهانی، در سطح سلولی در نتیجه ژن، GATA2 می‌شود. پروتئین GATA2 یک فاکتور رونویسی برای رشد، نگهداری و عملکرد جنینی، سلولهای بنیادی خون ساز، لنفاوی و سایر سلولهای بنیادی بافتی است. در نتیجه این جهش‌ها، سطح سلولی GATA2 کم می‌شود و افراد به مرور زمان دچار اختلالات هماتولوژیکی، ایمونولوژیکی، لنفاوی و/یا دیگر می‌شوند. نقص ناشی از کمبود GATA2 در عروق و دریچه‌های لنفاوی زمینه‌ساز ایجاد ورم لنفی است که عمدتاً در اندام تحتانی قرار دارد اما ممکن است در نقاط دیگر مانند صورت یا بیضه‌ها (یعنی هیدروسل) نیز ایجاد شود. این شکل از نقص، هنگامی که همراه با کم شنوایی ناشی از ضعف سیستم عصبی باشد ممکن است دلیل توسعه نادرست سیستم لنفاوی نیز باشد، گاهی سندرم امبرگر نامیده می‌شود.
میزان ورم لنفاوی، اولیه تقریباً از هر ۱۰۰۰۰ تولد ۱ تا ۳ زایمان است، با نسبت تسلط ویژه زن به مرد ۳٫۵: ۱. در آمریکای شمالی، بروز ورم لنفاوی اولیه تقریباً ۱٫۱۵ تولد از هر ۱۰۰۰۰۰ تولد است در مقایسه با ورم لنفاوی ثانویه، ورم لنفاوی اولیه نسبتاً نادر است.

### ورم لنفاوی التهابی
تا اینجا انجام شده‌است

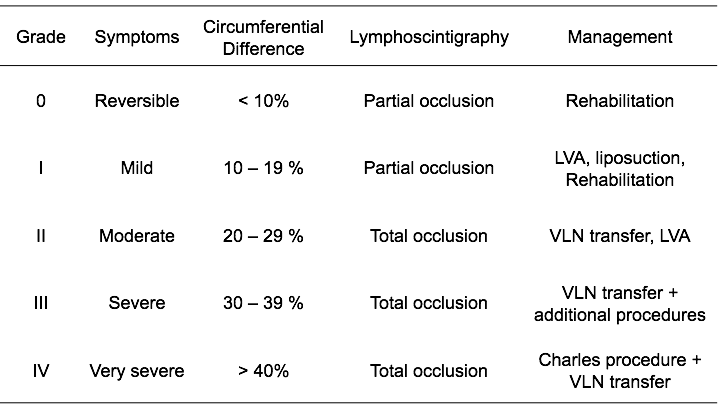

لنف ادم التهابی دو طرفه اندام تحتانی (BLEIL) نوع متمایزی از لنف ادم است که در حالت ایستادن حاد و طولانی مدت اتفاق می‌افتد، مانند تازه استخدام شده‌ها در حین آموزش مقدماتی. تصور می‌شود مکانیسم‌های زمینه ای احتمالی احتقان وریدی و واسکولیت التهابی باشد.

## فیزیولوژی
لنف از مایعی تشکیل می‌شود که از گردش خون فیلتر می‌شود و حاوی پروتئین، بقایای سلول، باکتری و غیره است. جمع‌آوری این مایع توسط جمع‌کننده‌های لنفاوی اولیه انجام می‌شود که رگهایی با انتهای اپیتلیال بسته و دهانه‌های نفوذی هستند که به مایعات و ذراتی به اندازه سلول اجازه ورود می‌دهند. هنگامی که درون لومن عروق لنفاوی قرار گرفت،

### طبقه‌بندی
طبق پنجمین کمیته تخصصی WHO در زمینه بیماری فیلاریازیس رایج‌ترین روش برای طبقه‌بندی ورم لنفاوی به شرح زیر است: سیستم مرحله بندی صرفاً مبتنی بر علائم عمومی است و آن را مستعد به شواهد دیداری می‌کند. روش‌های تصویربرداری به عنوان مکمل‌های مفید برای مرحله بندی ISL برای روشن شدن تشخیص پیشنهاد شده‌است.

#### I. درجه‌بندی
- درجه ۱: در ارتفاع به‌طور خود به خود قابل برگشت است. بیشتر ادم حفره ای است.
- درجه ۲: در ارتفاع غیر خود به خود برگشت‌پذیر است. بیشتر ادم غیر حفره ای است.
- درجه ۳: افزایش ناخالص در حجم و محیط ورم لنفاوی درجه ۲، با هشت مرحله شدت که بر اساس ارزیابی‌های بالینی در زیر آورده شده‌است.

### عمل جراحی
درمان لنف ادم معمولاً محافظه کارانه است، با این حال استفاده از جراحی در برخی موارد پیشنهاد می‌شود.

### لیزر درمانی
لیزر درمانی سطح پایین (LLLT) توسط سازمان غذا و داروی آمریکا (FDA) برای درمان ورم لنفاوی در نوامبر ۲۰۰۶ تأیید شد.
طبق اعلام مؤسسه ملی سرطان ایالات متحده، LLLT ممکن است در کاهش ورم لنفاوی در برخی از زنان مثر باشد. ضمناً مشخص شد که دو دوره درمان با لیزر باعث کاهش حجم بازوی آسیب دیده در تقریباً یک سوم افراد مبتلا به ورم لنفاوی پس از ماستکتومی در ۳ ماه پس از درمان می‌شود.

## گستردگی
تقریباً ۲۰۰ میلیون نفر در سراسر جهان مبتلا به ورم لنفاوی هستند.